# Aristolochia burelae
Aristolochia burelae är en piprankeväxtart som beskrevs av Theodor Carl Karl Julius Herzog. Aristolochia burelae ingår i släktet piprankor, och familjen piprankeväxter. Inga underarter finns listade i Catalogue of Life.